# Ski Dubai

Innenansicht mit Liftanlagen (Juni 2006)

Ski Dubai ist eine Skihalle in Dubai. Sie liegt im Stadtteil Al Barsha direkt an der Sheikh Zayed Road. Die 2005 eröffnete Anlage ist Bestandteil der Mall of the Emirates, eines der größten Einkaufszentren des Mittleren Ostens.
Auf einer schneebedeckten Fläche von 22.500 m² gibt es fünf Abfahrten, die sich in Schwierigkeitsgrad, Höhe und Steilheit unterscheiden. Die längste ist 400 Meter lang bei einem Höhenunterschied von 60 Metern. Außerdem gibt es eine 90 Meter lange Halfpipe. Für die Beförderung der Gäste wurden vom französischen Unternehmen Pomagalski S.A. ein Vierer-Sessel-Lift, ein Schlepplift und ein Personenförderband installiert.
Für Kinder und Eltern ist der Snow Park vorgesehen, hier findet man auf einer Fläche von 3.000 m² Schlitten- und Bob-Bahnen. Es ist der größte Indoor-Snowpark der Welt.
Die Temperatur in der Halle beträgt am Tag konstant zwischen −1 und −2 °C, nachts, wenn der Schnee hergestellt wird, etwa −7 °C. Die Gesamtkapazität ist für 1.500 Personen gleichzeitig ausgelegt. Aufgrund der hohen Temperaturunterschiede zur Außenwelt musste eine besonders leistungsfähige Dämmtechnik eingesetzt werden.
Der Eingang in die Anlage ist kostenpflichtig und erfolgt durch die Mall of the Emirates, eine Ende 2005 eröffneten Einkaufspassage. Von dort aus kann man auch über eine Glasfront von mehreren Etagen in die Skianlage blicken. Ferner findet man hier diverse Cafés und Hotels, teilweise im Alpen-Stil.
Im September 2009 wurde die Mall of the Emirates und damit Ski Dubai über eine eigene Station an das U-Bahn-Netz angeschlossen.

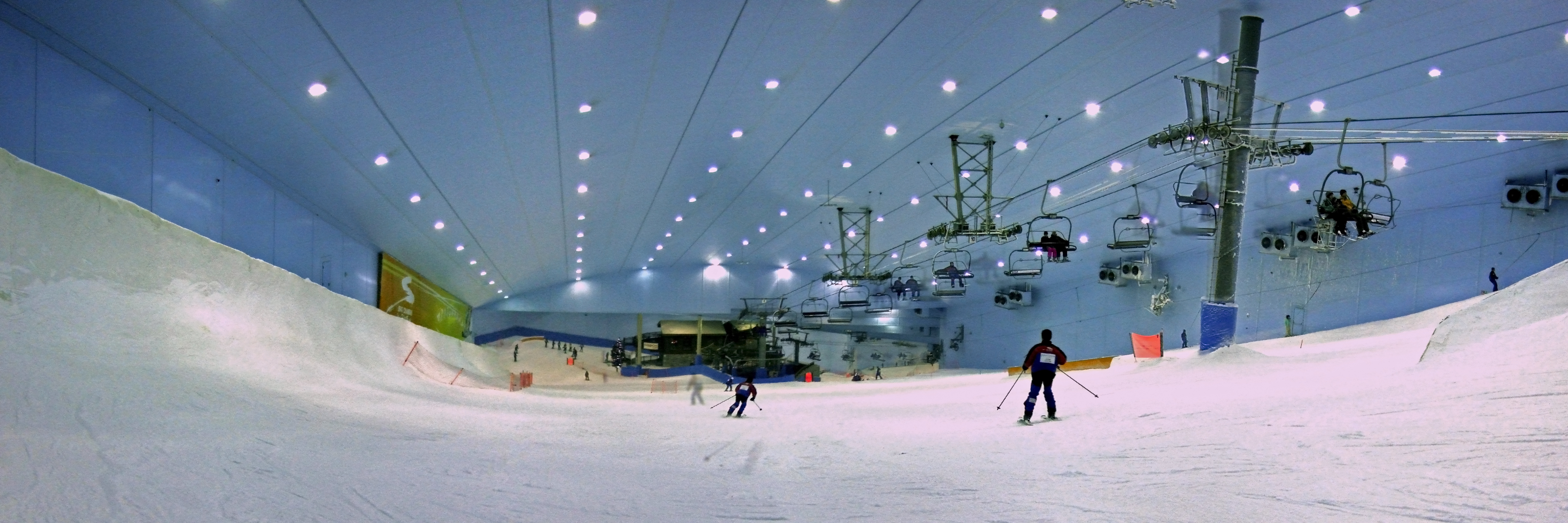
Skiabfahrt